# نورمان كينغ
نورمان كينغ (بالإنجليزية: Norm King)‏ هو سياسي أسترالي، ولد في 24 يونيو 1919، وتوفي في 4 أغسطس 1992. حزبياً، نشط في حزب العمال الأسترالي. وقد انتخب عضو المجلس التشريعي نيو ساوث ويلز.